# 陳法容
陳法容，中國南北朝时，刘宋明帝的妃嫔、宋順帝養母。
出身丹陽建康。宋明帝晚年因肥胖而無法臨幸后妃，故只要弟弟們的妾侍有妊者皆接入宮中，如果生下男子便將生母殺害，由后妃有意願者撫養。宋順帝本為桂陽王劉休範之子，在宮中由昭華陳法容撫養長大。明帝駕崩後，陳法容晉為安成王太妃。順帝即位后，陳法容再晉為皇太妃。順帝禪位后被南朝齐封为汝阴王，陳法容去皇字、只稱汝阴王太妃，最後不知所終。

## 延伸阅读
[在维基数据编辑]
 《南史·卷11》，出自李延壽《南史》